# 帕克斯庫爾 (蒙大拿州)
帕克斯庫爾（英語：Parker School）是位於美國蒙大拿州舒托縣及希爾縣的普查規定居民點。

## 人口
根據2020年美國人口普查的數據，帕克斯庫爾的面積為19.14平方千米，皆為陸地。當地共有人口388人，而人口密度為每平方千米20.27人。